# 梁翊婷
梁翊婷（英語：Edith Leung Yik-ting，1990年10月5日—），前任香港民主黨副主席，前香港觀塘區議會觀塘中心選區議員。2021年9月，梁翊婷因在新宣誓要求下被裁定宣誓未被確認，即時離任區議員一職。

## 生平
她中學就讀沙田官立中學及保良局莊啟程預科書院，及後升讀香港城市大學，主修英文及傳播。她6歲時第一次接觸六四事件，影響她對政治產生興趣，分別於支聯會及公民黨擔任過義工，在國際媒體CNBC實習，畢業後在電視廣播有限公司工作。
2016年她加入民主黨，2017年參與曾俊華2017年香港行政長官選舉活動，受其啟發正式加入政壇，成為胡志偉立法會議員助理，落戶九龍東觀塘區進行地區工作，部署參與區議會選舉。
2018年，她當選成為民主黨中央委員，是6名30歲以下的中委之一。
2019年香港區議會選舉，梁翊婷挑戰在觀塘中心擔任區議員二十年的建制派代表陳華裕，成為新一屆觀塘區議員，並擔任觀塘區發展及重建專責小組主席。
2020年，她與林卓廷一同當選為民主黨副主席。
2021年香港立法會選舉期間簽署支持同意書予港島東候選人潘焯鴻。在潘焯鴻的造勢大會後，梁翊婷上前與潘握手，並向鏡頭一同展示其候選人號碼的手勢。
2022年1月19日，民主黨舉行中委會會議，紀律委員會建議革除梁翊婷黨籍，梁翊婷表示「一笑置之」。。
離職區議員後，梁翊婷常活躍於YouTube平台，為觀眾帶來時事熱話和本地新聞。

## 關注議題

### 觀塘海濱音樂噴泉
梁翊婷曾就民政事務總署於2015年曾就觀塘海濱音樂噴泉作民調，結果指5成人支持，近4成人反對，但指其在更改噴泉設計後繞過了區議會的諮詢。她就此事向申訴專員公署投訴。她於2018年聯同民主黨九龍東團隊收集了695位市民意見，街頭民調結果顯示，在「改善醫療」及「音樂噴泉」兩個撥款選項之下，百分之九十三市民支持使用撥款改善觀塘區醫療，只有不足百分之七市民支持支持使用撥款興建音樂噴泉。
2020年，梁翊婷在觀塘區議會第四次全會中提出應撤回音樂噴泉項目，將公帑用於其他民生事項。假如民政總署堅持不撤回噴泉，亦應縮小工程範圍，將項目金錢用於改善海濱公園設施，如加設儲物櫃方便緩跑人士等，但建議遭民政總署否定。
2021年，觀塘海濱音樂噴泉落成並開放，遭嘲笑面積細小，並且短短2日內已有瓷磚鬆脫。及後有藝人前往噴泉進行即場洗澡表演以諷刺噴泉使用5000萬興建荒謬，後康文署聲稱噴泉受梘液影響需圍封清潔，並不點名指責該藝人。梁翊婷狠批，花費高達5,000萬公帑的音樂噴泉，竟因一些泡沫就要關閉，令人感到相關工程「可能係有啲兒戲」，並質疑該噴泉的濾水系統，連泡沫亦未能濾走。

### 觀塘塞車問題
觀塘區塞車問題嚴重，2020年，梁翊婷擔任主席的觀塘區發展及重建專責小組開始於多方面嘗試抒緩塞車問題，包括要求市區重建局檢視新公共運輸交匯處巴士總站設計，要求市建局開放巴士從康寧道前往物華街進入新公共運輸交匯處巴士總站。同時，梁翊婷亦要求市建局考慮協和街南行由兩條行車線另增設一條專用左轉車道，讓協和街南行的巴士無須進入觀塘道迴旋處亦可進入巴士總站，亦可令往後的巴士線安排更有彈性。市建局最後採納多項建議，令巴士減少出入開源道迴旋處。
同時，觀塘區發展及重建專責小組於2021年發表《觀塘道交通擠塞問題：觀塘道與開源道迴旋處的改善方案（页面存档备份，存于）》研究報告，詳細分析觀塘塞車成因。報告提出多項改善措施，包括更改觀塘商貿區內道路行車方向等，專責小組主席、民主黨觀塘區議員梁翊婷批評「起動九龍東」計劃只顧發展，慨嘆「好嘅發展一定要有好嘅交通配套，否則大家討厭觀塘區返工。」

### 觀塘區市區重建
裕民坊正進行拆卸工程，梁翊婷關注受影響工匠的生計，爭取為於裕民坊擺檔三十年的鞋匠福嫂尋找安置地方，要求市建局重新讓福嫂在裕民坊擺檔，市建局反建議借出觀塘道小巴站旁吉位予福嫂，直至重建需要拆樓為止。她感謝專頁「活在觀塘」跟進、感謝市建局借出觀塘道小巴站旁位置及捐贈補鞋工具。梁翊婷指，之後會連同觀塘區議會一齊跟進觀塘區工匠發牌情況，以及協助工匠進入永久市集，保留觀塘工藝。

### 領展停車場大幅加價
她於2018年4月收集香港各個領展停車場加租告示，發現領展轄下其中10個居屋及屋邨停車場加價9.3至12.5%不等，高於房委會停車場今年平均6%的加幅。其中，觀塘居屋停車場車位由月租3380元加至3800元，比太古城住戶於商場的車位月租3580元更高。她發起向領展的抗議行動。

## 資料來源
1. ↑  . hk01.com. 2021-09-29  [2021-10-31]. （原始内容存档于2021-11-04）.
2. ↑  .   [2019-12-03]. （原始内容存档于2019-11-28）.
3. ↑  . 2022-01-19  [2022-01-20]. （原始内容存档于2022-06-16）.
4. ↑  . on.cc. 2018-11-16  [2021-05-23]. （原始内容存档于2021-05-23）.
5. ↑  . on.cc. 2018-10-07  [2021-05-23]. （原始内容存档于2021-05-23）.

## 外部連結
- 梁翊婷的Instagram帳戶
- YouTube上的梁翊婷頻道

| 議會席位      | 議會席位                                                  | 議會席位              |
| ------------- | --------------------------------------------------------- | --------------------- |
| 前任： 陳華裕 | 觀塘區議會 觀塘中心選區區議員 2020年1月1日－2021年9月28日 | 繼任： 末任(選區取消) |